# Velika Vrbica
Velika Vrbica (kyrillisch: Велика Врбица) ist ein Dorf in der Opština Kladovo und im Bezirk Bor im Osten Serbiens.

## Kirchen im Dorf
Im Dorf Velika Vrbica stehen zwei Serbisch-orthodoxe Kirchen. Die ältere kleinere Filialkirche Hl. Erzengel Michael, geweiht dem Hl. Erzengel Michael, wurde 1901 erbaut und 1997 renoviert. Und die neuere größere Pfarrkirche Hl. Sava, geweiht dem Hl. Sava, wurde von 2002 bis 2007 erbaut.
Die beiden Kirchen gehören zur Pfarrei Velika Vrbica im Dekanat Ključ der Eparchie Timok der Serbisch-orthodoxen Kirche.

## Einwohner
Die Volkszählung 2002 (Eigennennung) ergab, dass 996 Personen im Dorf leben. Davon waren:
|               | Anzahl | Prozent |
| Gesamt        | 996    | 100     |
| Serben        | 971    | 97,48   |
| Walachen      | 15     | 1,50    |
| Rumänen       | 5      | 0,50    |
| Montenegriner | 1      | 0,10    |
| Jugoslawen    | 1      | 0,10    |
| Unbekannt     | 1      | 0,10    |

Weitere Volkszählungen:
- 1948: 1518
- 1953: 1622
- 1961: 1576
- 1971: 1660
- 1981: 1651
- 1991: 1540